# 斯滕希爾
斯滕希爾（瑞典語：Stenkil；？—1066年）。斯滕希爾王朝的開創者。烏普薩拉王朝國王厄蒙德·斯萊姆的女婿，瑞典國王（1060年至1066年在位）。有說斯滕希爾可能是西約特蘭公爵拉格瓦爾德和阿斯特里德·尼亞爾斯多塔的兒子，或是來自舊拉多加的公爵拉格瓦爾德。

## 生平
1060年，厄蒙德·斯萊姆死後無嗣，斯滕希爾繼承王位。斯滕希爾信奉及支持基督教與漢堡和不來梅大主教阿德爾伯特派來的主教很合作，但是當主教要求拆除在烏普薩拉的神廟時，斯滕希爾因為害怕異教徒暴動而堅決反對。他的反對是合理的，其後他的兒子老英格（一世）就是因為要廢除神廟的異教供奉而被廢黜及流放。1066年，斯滕希爾逝世，傳說被葬於西約特蘭的"Royal Hill"，其後只知道他與厄蒙德·斯萊姆的女兒英格莫德所生的兩名兒子哈爾斯滕及老英格先後成為國王，延續了斯滕希爾王朝。而1066年後，繼承王位的埃里克 (七世)·斯滕希爾松有可能是他的兒子，但是只在不來梅的亞當的編年史中出現，其後的史學家認為可能是一位斯滕希爾信奉基督教的兒子而已。